# Pomník Jana Valeriána Jirsíka
Pomník Jana Valeriána Jirsíka stojí před českobudějovickou katedrálou sv. Mikuláše. Bronzová plastika byla odlita podle návrhu sochaře Josefa Václava Myslbeka, autory soklu jsou Antonín Balšánek a Bohumil Hübschmann. Dokončený pomník byl odhalen až v roce 1926 po Myslbekově smrti a je jedním z jeho posledních děl. Originál pomníku byl za druhé světové války rozebrán německou stranou a bronzová plastika roztavena a použita pro účely války. Kopie původního pomníku byla nově odhalena v roce 1993.

## Historie

### Přípravy
Den po smrti Jana Valeriána Jirsíka byl ustanoven osmičlenný Sbor pro vystavění pomníku biskupu Jirsíkovi. V jeho čele stál ředitel českého gymnasia Gustav Bozděch a jednatelem se stal tamější učitel Josef Volák. Dalšími členy sboru byl průmyslník August Zátka, starosta Besedy Vendelín Grünwald, kanovník Antonín Skočdopole, obchodník Josef Lederer, účetní Záložny českobudějovické František Benda a obchodník Antonín Effmert, který byl prvním iniciátorem zřízení pomníku. Od jara 1883 tak začala veřejná sbírka a do konce roku se vybralo 11 932 zlatých. Do roku 1887 se vybralo už 17 000 zlatých, nicméně městská správa nejenže odmítala na stavbu pomníku přispět, ale především odmítala poskytnout vhodný pozemek z majetku města.
Sbor proto na návrh Augusta Zátky začal namísto pomníku ve veřejném prostoru uvažovat o stavbě náhrobku v novém kostele sv. Václava na Pražském předměstí, na jehož vzniku se Jirsík velkou měrou podílel. Architekt Josef Mocker navrhoval přistavět v západní stěně kostela přímo proti hlavnímu vchodu kapli s mramorovou sochou žehnajícího biskupa. V suterénu kaple by pak byly v sarkofágu uloženy Jirsíkovy ostatky. Antonín Effmert byl silně proti tomuto návrhu a sbor tak dále vyčkával na zlepšení situace. V roce 1895 uzavřela Beseda smlouvu s českobudějovickou biskupskou konzistoří a předala celý do té doby vybraný obnos (23 630 zlatých) biskupství s podmínkou, že nebude v budoucnosti využit pro nic jiného než pro výstavbu pomníku. Sbor pro vystavění pomníku biskupu Jirsíkovi poté zanikl.
Během první světové války začala českobudějovická Beseda uvažovat o stavbě českého Národního domu, jehož předběžným projektováním byl pověřen zeť Augusta Zátky architekt a profesor na pražské technice Antonín Balšánek. August Zátka si přál do projektu Národního domu zapojit také výstavbu Jirsíkova pomníku, který by tak stál na soukromém pozemku bez nutnosti souhlasu městské správy. Oslovený sochař Josef Václav Myslbek však vzhledem k velké nejistotě ohledně výstavby českobudějovického Národního domu zakázku na pomník odmítl.

### Vznik
Po vzniku Československé republiky byla českobudějovickou Besedou ustanovena nová zvláštní komise v čele s předsedou Besedy Bohumilem Růžičkou, která měla projekt Jirsíkova pomníku dotáhnout do konce. V lednu 1919 byl opět osloven Josef Václav Myslbek, který nabídku na vyhotovení sochy přijal. Umístění, celkové rozměry a zpracování podstavce byly svěřeny Antonínu Balšánkovi. Už začátkem března Myslbek dokončil třetinový model sochy (129 cm) a začal s prací na velkém hliněném modelu na dřevěné kostře (327 cm). S pracemi 71letému sochaři pomáhali jeho žáci František Bžoch a Karel Pokorný. Do konce léta byla podoba sochy hotová a jednalo se o soklu a především umístění. Městská rada v prosinci 1919 zamítla žádost o umístění pomníku před katedrálu. Především Myslbek však na umístění před katedrálu trval a dokonce dlouhou dobu prosazoval její umístění doprostřed prostranství v ose katedrály. Do poloviny roku 1920 byl hotový konečný sádrový model sochy pro odlití do bronzu. Antonín Balšánek v té době náhle těžce onemocněl a v 55 letech zemřel. O rok poté v roce 1922 zemřel i Myslbek a ani jeden se tak nedožil dokončení pomníku. V létě 1923 byla bronzová socha odlita, ale kvůli dále pokračujícím sporům o umístění stála další tři roky ve skladu Pražské metallurgie.
Nakonec byl dohodnut kompromis a socha byla umístěna před katedrálu v jen malé vzdálenosti od Černé věže. Kamenické práce provedla v létě 1926 plzeňská firma Cingroš. Šedomodrá žula pro podstavec pomníku byla odlomena z velkého bludného balvanu v lese u Tisu u Blatna, oprácována v Plzni a dovezena po částech ve čtyřech vagónech na budějovické nádraží. Jen hlavní hranol soklu vážil 10,4 tun. V září byla z Prahy přivezena socha spolu s bronzovými písmeny nápisu Jan Valerián Jirsík. Podobu nápisu určil architekt Bohumil Hübschmann, který převzal dokončovací práce po zesnulém Balšánkovi.

### Odhalení
V předvečer slavnosti se konal sváteční program v Jihočeském národním divadle. Po úvodním proslovu předsedy Besedy Bohumila Růžičky zazněly fanfáry z opery Libuše a na jevišti byl předveden živý obraz, znázorňující Jana Valeriána Jirsíka pokládajícího základní kámen českého gymnázia. Jirsík byl obklopen zástupci všech vrstev obyvatel a obrazy ústavů, které jako biskup založil. Program zakončila opera Prodaná nevěsta.
V den odhalení 28. října 1926 prošel městem velký průvod od budovy Besedy kolem českého gymnázia, kostela sv. Václava a Ústavu hluchoněmých na náměstí Svobody. Zazněly proslovy od starosty města Bedřicha Krále, ředitele českého gymázia Karla Vodičky, budějovického biskupa Šimona Bárty a řady dalších. V den odhalení pomníku Jana Valeriána Jirsíka byla také v městském muzeu otevřena výstava věnovaná Jirsíkovi a dobročinná organizace Svépomoc hluchoněmých vydala speciální sborník k jeho poctě. Taktéž České státní gymnasium bylo na svou žádost přejmenováno na České státní gymnasium Jirsíkovo.

### Zánik a pokusy o obnovu

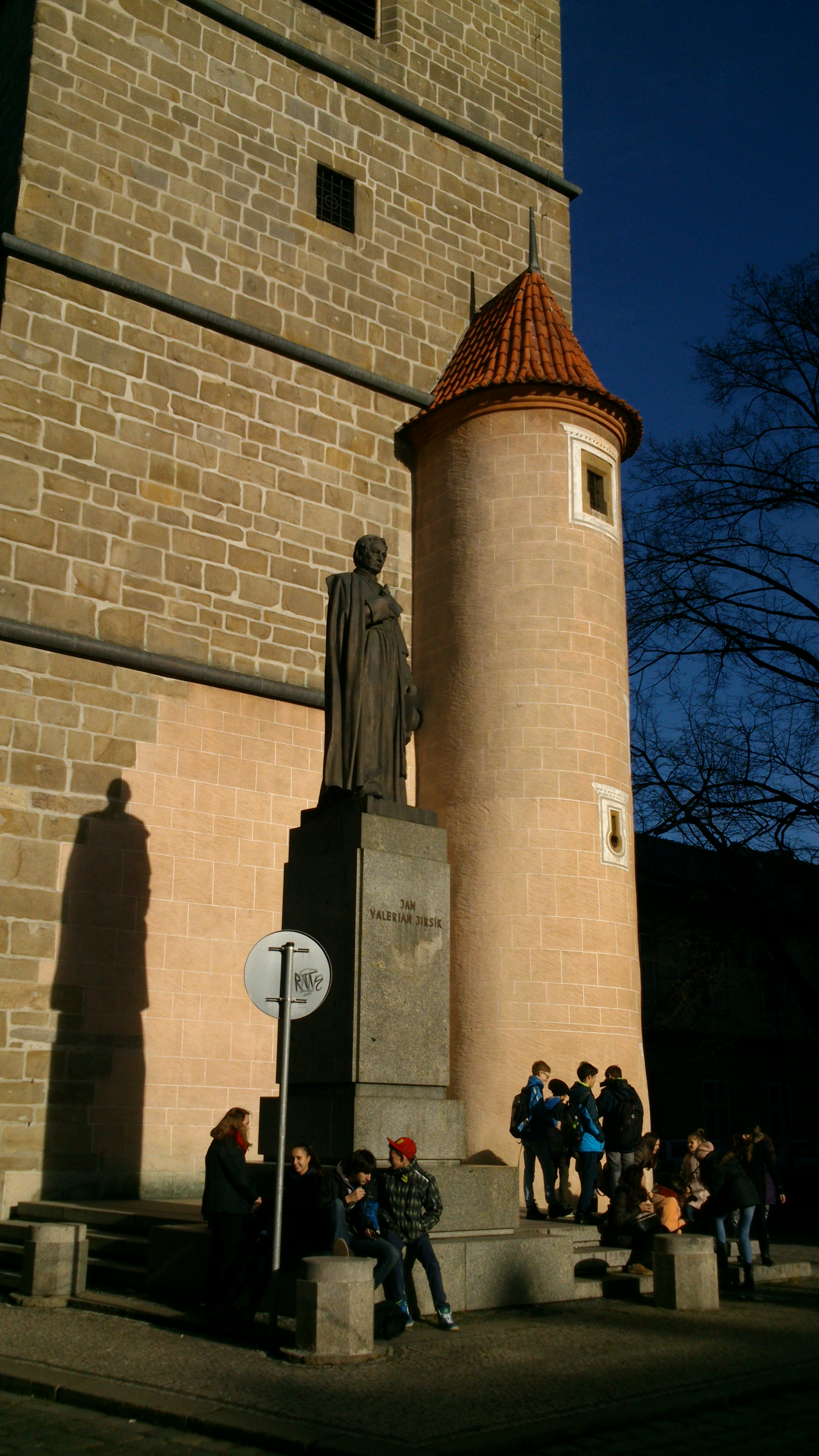
Pomník Jana Valeriána Jirsíka v roce 2014

Podobně jako pomník Augusta Zátky byl i Jirsíkův pomník na podzim roku 1939 rozebrán, bronzová socha rozřezána, roztavena a využita německou stranou pro válečné účely. Jediným bronzovým pomníkem, který byl tehdy v českobudějovickém okrese ušetřen byl pomník Vojtěcha Lanny staršího na Sadech. Poté, co se úřadu českobudějovického biskupa ujal v roce 1947 Josef Hlouch, začaly naplno přípravy obnovy pomníku. Ta měla být o to snazší, že se zachoval původní na části rozřezaný sádrový model pro odlití sochy a kompletní dokumentace pro obnovení podstavce. Českobudějovický sochař František Mrázek začal s opravou sádrového modelu, vznikla šestičlenná komise a bylo dohodnuto, že se pomník Jana Valeriána Jirsíka vrátí na své původní místo. Památník obětem nacismu z řad politických vězňů v podobě kříže s trnovou korunou, který mezitím na místě vznikl, měl být přesunut jinam. K obnovení pomníku ale nakonec nedošlo ani na konci čtyřicátých ani na konci šedesátých let.

### Obnova
Obnova pomníku tak začala až v roce 1992, kdy se do ní pustil Klub přátel Českých Budějovic za významného finančního přispění Jana Mikeše, majitele hotelu Zvon. Sádrový model zůstal zachován v depozitáři Alšovy jihočeské galerie v Bechyni a po jeho opravě sochařem Jiřím Kačerem byl použit pro odlití nové bronzové plastiky. Pro kamenný podstavec byly využity zbytky původních základů. Od léta 1993 byl nový pomník jen s minimálními změnami oproti původnímu postupně usazován pod dohledem sochaře Ivana Tláška. Celkové náklady na obnovu činily 1 366 656 Kč.

### Znovuodhalení
Slavnostní znovuodhalení pomníku Jana Valeriána Jirsíka se konalo 2. října 1993 a bylo spojeno s odhalením také obnoveného pomníku Vojtěcha Lanny staršího na Sadech a 125. výročím vzniku Gymnázia Jana Valeriána Jirsíka. Průvod hostů se v ranních hodinách vydal z obřadní síně českobudějovické radnice ke katedrále, kde promluvil českobudějovický biskup Antonín Liška, předseda Klubu přátel Českých Budějovic Karel Kakuška, primátor města Jaromír Talíř a Jan Linhart ze Společnosti J. V. Jirsíka. Profesor církevních dějin na Univerzitě Karlově Jaroslav Kadlec při této příležitosti vydal Jirsíkovu monografii.